# Evolventa

Animace vzniku evolventy (zelená)

Evolventní (z latiny) je křivka, kterou popíše bod přímky, která se odvaluje po nehybné základní kružnici o poloměru {\displaystyle r_{b}}. Představit si ji můžeme snadno, například tak, že ke stojící lahvi přiložíme tužku tak, aby ležela na stole a její špička se dotýkala vnější stěny lahve. Pak tužku odvalujeme po lahvi tak, aby neprokluzovala vůči stěně. Špička tužky nám po stole opisuje právě evolventu a stěna lahve představuje evolutu. V tomto případě evolventa začíná na evolutě (špička tužky na láhvi) a postupně se od ní vzdaluje. Nicméně, libovolný bod odvalující se přímky opíše evolventu.

## Využití
Evolventa má praktické využití ve strojírenství, drtivá většina ozubených kol má evolventní ozubení.

## Základní vlastnosti evolventy
- Tvar evolventy je jednoznačně určen poloměrem základní kružnice {\displaystyle r_{b}}.
- Normála v libovolném bodě evolventy je tečnou k základní kružnici.
- V libovolném bodě evolventy je vzdálenost normály ke středu základní kružnice stejná,tj.právě {\displaystyle r_{b}}.
- Dvě evolventy, které vznikly na stejné základní kružnici, mají stejný tvar a jsou k sobě ekvidistantní.
- Rovnice bodu evolventy B(x,y): x = {\displaystyle r_{b}} (cos t + t sin t) , y = {\displaystyle r_{b}} (sin t - t cos t) , kde t je velikost úhlu odvalení.